# Mobecq
Mobecq est une ancienne commune française du département de la Manche et de la région Normandie, peuplée de 236 habitants, devenue le 1er janvier 2016 une commune déléguée au sein de la commune nouvelle de La Haye.

## Toponymie
Le nom de la localité est attesté sous les formes Moubech vers 1190, Moubec/Mobec en 1197, Moubech en 1237, Mobec en 1241, Moobec en 1265, Moubec en 1280, Molbec en 1375, Merbec sans date[réf. nécessaire].
La finale -bec s'explique par l'appellatif vieux norrois bekkr et dans certains cas peut-être, par l’intermédiaire de l’ancien danois bæk ou d’une forme apparentée.
L'origine du premier élément Mou- ou Mo- demeure indéterminée, le [l] n'apparaissant que très tardivement dans les formes anciennes. Malgré tout, Jean Renaud propose conjoncturellement les appellatifs vieux norrois möl « graviers, galets » ou móða « eau boueuse », voire le français mal > mau- « mauvais », bien que cette dernière solution soit contredite par la nature des formes anciennes. Tout comme le caractère tardif de l'apparition du [l], l'absence d'attestation d'un [ð] (th) dans les formes anciennes ne permet pas d'identifier véritablement l'élément Mou- / Mo-.

## Histoire

### Moyen Âge
Un Hugues de Mobecq accompagnait Guillaume le Conquérant à Hastings en 1066. Il se serait installé dans le Berkshire.
Au XIIe siècle, la paroisse relevait de l'honneur de La Haye.
La seigneurie de Mobecq fut la possession de la famille le Forestier.

### Temps modernes
En 1518, Michel Lucas, écuyer, fils de Thomas Lucas, rend aveu et hommage du fief de Claids du chef de sa femme, Anne Le Forestier.
En 1567, Richard Lucas, demeurant soit à Hautmoitiers ou à Ozeville, écuyer, sieur de Clais, est taxé de 100 solz, pour son petit fief de Claids à Mobecq, dans le rôle des nobles et roturiers, au titre du ban et de l'arrière ban de la vicomté de Coutances, réalisé par Gilles Dancel, seigneur d'Audouville, lieutenant général du bailli de Cotentin, tenu à Coutances les 20-22 octobre. Le fief de Clais qui valait un sixième de fief de haubert, relevait de la vicomté de Carentan.

### Révolution française et Empire
Henry Le Forestier (1743-1794), comte d'Osseville et de Mobecq et dernier baron et seigneur de Ver sera guillotiné à Paris le 21 juillet 1794. En 1793, Pierre Henry Le Forestier (1777-1853), fils du précédent, comte de Mobecq, baron de Valencey, membre actif de la chouannerie normande, est nommé par Louis de Frotté capitaine de la Légion de Coutances.

### Époque contemporaine
Le 1er janvier 2016, Mobecq intègre avec huit autres communes la commune de La Haye créée sous le régime juridique des communes nouvelles instauré par la loi no 2010-1563 du 16 décembre 2010 de réforme des collectivités territoriales. Les communes de Baudreville, Bolleville, Glatigny, La Haye-du-Puits, Mobecq, Montgardon, Saint-Rémy-des-Landes, Saint-Symphorien-le-Valois et Surville deviennent des communes déléguées et La Haye-du-Puits est le chef-lieu de la commune nouvelle.

## Politique et administration

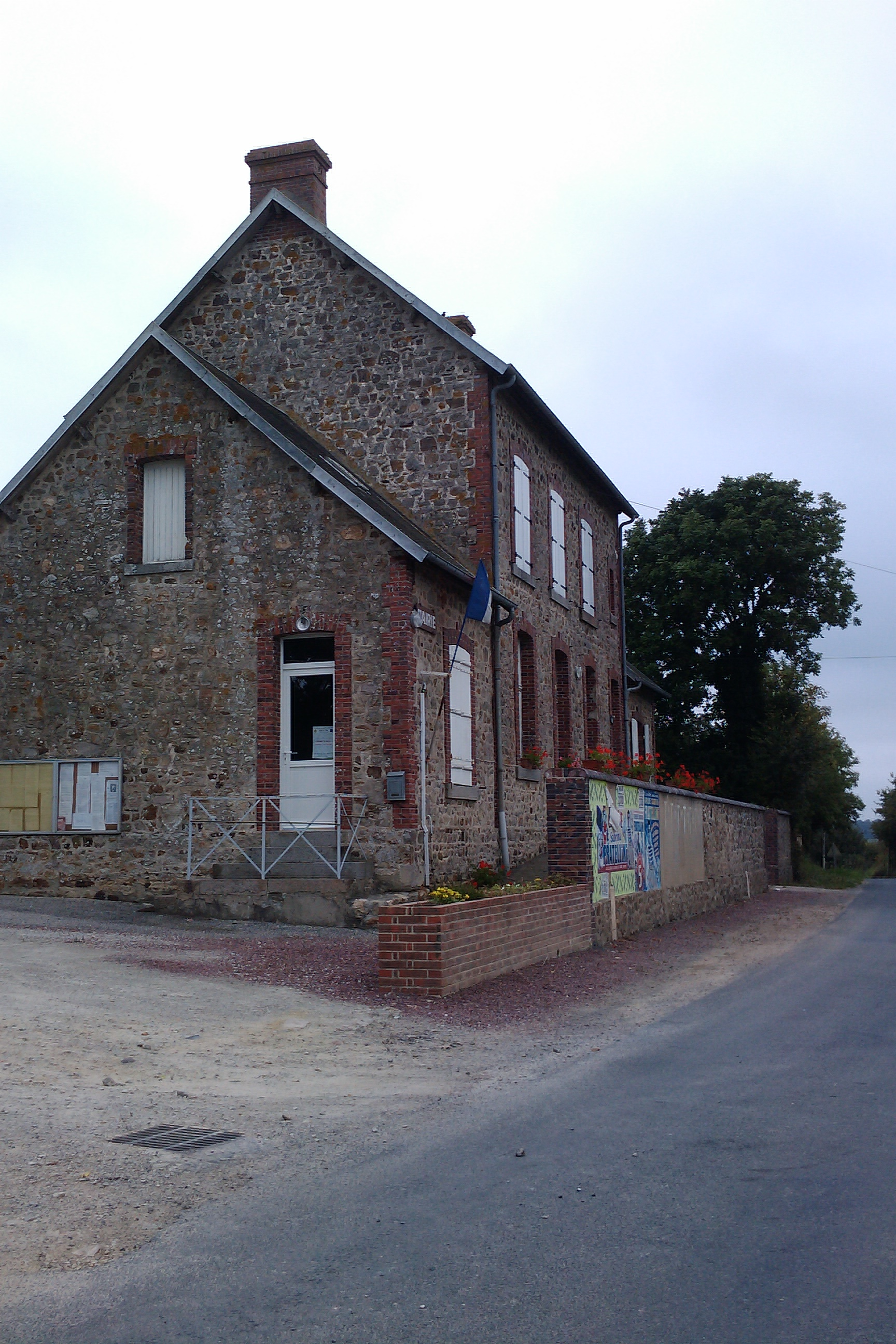
La mairie.

| Période                                  | Période       | Identité       | Étiquette | Qualité                                |
| ---------------------------------------- | ------------- | -------------- | --------- | -------------------------------------- |
| 1995                                     | mars 2008     | Paul Laurent   |           |                                        |
| mars 2008                                | décembre 2015 | Olivier Balley |           | Contrôleur territorial travaux publics |
| Les données manquantes sont à compléter. |               |                |           |                                        |

## Population et société
Les habitants de la commune sont appelés les Mobecquais.

### Démographie
En 2021, la commune comptait 236 habitants. Depuis 2004, les enquêtes de recensement dans les communes de moins de 10 000 habitants ont lieu tous les cinq ans (en 2004, 2009, 2014, etc. pour Mobecq) et les chiffres de population municipale légale des autres années sont des estimations.
| 1793 | 1800 | 1806 | 1821 | 1831 | 1836 | 1841 | 1846 | 1851 |
| ---- | ---- | ---- | ---- | ---- | ---- | ---- | ---- | ---- |
| 529  | 552  | 646  | 653  | 623  | 623  | 601  | 538  | 506  |

| 1856 | 1861 | 1866 | 1872 | 1876 | 1881 | 1886 | 1891 | 1896 |
| ---- | ---- | ---- | ---- | ---- | ---- | ---- | ---- | ---- |
| 510  | 521  | 487  | 457  | 432  | 410  | 391  | 403  | 372  |

| 1901 | 1906 | 1911 | 1921 | 1926 | 1931 | 1936 | 1946 | 1954 |
| ---- | ---- | ---- | ---- | ---- | ---- | ---- | ---- | ---- |
| 384  | 358  | 310  | 295  | 296  | 313  | 297  | 266  | 290  |

| 1962 | 1968 | 1975 | 1982 | 1990 | 1999 | 2004 | 2009 | 2014 |
| ---- | ---- | ---- | ---- | ---- | ---- | ---- | ---- | ---- |
| 282  | 249  | 218  | 209  | 204  | 208  | 251  | 245  | 243  |

| 2018 | - | - | - | - | - | - | - | - |
| ---- | - | - | - | - | - | - | - | - |
| 239  | - | - | - | - | - | - | - | - |

## Culture locale et patrimoine

### Lieux et monuments
- Église Saint-Aubin des XIIe, XVe – XVIIe siècles avec son portail qui présente deux petites colonnes de style roman. Elle abrite une statue Vierge à l'Enfant du XVIe, saint Aubin des XVe-XIXe, saint Jacques du XVe, saint Jean l'Évangéliste du XVe et un christ en croix du XVIIIe classés au titre objet aux monuments historiques[15], un maître-autel du XVIIIe, un bas-relief du XVIIe, des fonts baptismaux du XVIIe, les statues de saint Antoine le Grand du XVIe, sainte Anne du XVIIe, une verrière du XXe de R. Desjardins et Maurice Bordereau, ainsi qu'une toile d'Alphonse Osbert Le Martyre du Christ exposée au Salon de Paris de 1889.
- Le Manoir, avec sa double porterie, charretière et piétonne, et son colombier de 10 m de diamètre et ses 1 800 alvéoles. Jean de La Varende (1887-1959) vint résider au Manoir chez son ami Pierre de Graveron (1881-1917) mort au chemin des Dames[3], et où il a écrit son roman L'Homme aux gants de toile de 1911 à 1913[Note 2].
- If funéraire du cimetière.
- Lavoirs dont un près de l'église.

### Personnalités liées à la commune
- Alphonse Osbert (1857-1939), peintre symboliste, enterré au cimetière de Mobecq près de l'if séculaire.
- Jean de La Varende (1887-1959) a résidé à Mobecq[5].
- Philippe de Gaulle (1921-2024) installé du 4 au 6 août au Hameau Capron, où se trouvait le bureau des recrues, alors qu'il était commandant d'un peloton du régiment blindé de la 2e DB du général Leclerc[3].